# Пакет аранжман (албум)
Пакет аранжман је југословенски новоталасни компилациони музички албум објављен 1981. године, у издању загребачке издавачке куће Југотон. Замишљен као представљање новонастале „Београдске алтернативне сцене”, албум је сачињен од песама три београдске рок групе: ВИС Идоли, Шарло акробата и Електрични оргазам.
Продуцент и идејни креатор албума је био Енцо Лесић, а сниматељи у београдском студију „Друга маца“ су били Душан Васиљевић и Мирослав Цветковић. Фотографије су урадили Милинко Стефановић (насловна страна) и Горан Вејвода (унутрашња), а омот је ликовно обликовао Бранко Гаврић, који је уједно и дао назив албуму.
Пакет аранжман важи за један од најбољих и најзначајнијих албума у југословенској рок музици, његово објављивање се генерално означава као зачетак југословенског новог таласа, правца који је променио југословенску рок сцену и утицао на њен развој током осамдесетих и деведесетих година 20. века.
У књизи Yu 100 - најбољи албуми југословенске рок и поп музике албум се пласирао на другу позицију, одмах иза албума Одбрана и последњи дани.

## Настанак
Три бенда која ће каснији бити уврштена у Пакет аранжман први пут су окупљени у октобру 1980. године на суботичком Фестивалу Омладина, где је Шарло акробата освојио друго место за песму Она се буди, а ВИС Идоли награду публике за песму Зашто су данас девојке љуте? Електрични оргазам, који је такође наступао, био је дисквалификован због уништавања сценографије током свог перформанса. Идејни креатори компилације били су продуцент Енцо Лесић, у чијем студију „Друга маца” је албум снимљен, и Југотонов музички уредник Синиша Шкарица. Бендовима је дата поптуна уметничка слобода и снимали су у студију бесплатно. Срђан Гојковић Гиле, фронтмен групе Електрични оргазам, је о настанку плоче рекао: 
„Што се тиче Пакет аранжмана, то је био нужни компромис три бенда; нико од та три бенда није желео да снима Пакет аранжман. Ми смо то на неки начин морали. [...] Некада је била прича да бенд прво изда неколико синглова, па да се види како ће да прође на тржишту. А сада, пошто су се појавила три бенда, онда су вероватно мислили – хајде да их спакујемо на један албум.”
Песма Пустите ме, друже написана од стране Момчила Бајагића Бајаге, у том тренутку гитаристе Рибље чорбе, снимљена је за потребе Пакет аранжмана, али је касније одлучено да буде избачена из коначне листе песама на албуму. Бајагић је за потребе снимања албума, окупио бенд који се распао након снимања. Такође у оптицају за компилацију био је и београдски бенд Тунел. Снимање албума је започето и окончано на јесен 1980. године, али је албум пуштен у продају тек 17. фебруара 1981. године, због несташице винила изазване економском кризом у Југославији.
Након критичког и комерцијалног успеха Пакет аранжмана, Електрични оргазам добија прилику да сними самостални албум са Југотоном. Потом, Југотон објављује дебитантски албум Шарла акробате Бистрији или тупљи човек бива кад..., снимљен у студију ПГП РТС-а. Убрзо након објављивања албума, у октобру 1981. године, Шарло акробата престаје да постоји услед унутрашњих несугласица чланова бенда. Басиста Душан Којић Која је о сукобу унутар бенда током снимања Пакет аранжмана изјавио да је Пакет аранжман изашао прекасно и да је бенд већ био у дубоким несугласицама у тренутку снимања.
Омот је дизајнирао Бранко Гаврић, док су фотографије снимили Милинко Стефановић (широки снимак београдских улица) и Горан Вејвода (фотографије унутар албума).

## Листа песама
1. Шарло Акробата - Она се буди
2. Електрични оргазам - Крокодили долазе
3. Шарко Акробата - Око моје главе
4. Идоли - Schwüle Über Europa
5. Шарло Акробата - Мали човек
6. Идоли - Пластика
7. Идоли - Маљчики
8. Електрични оргазам - Златни папагај
9. Идоли - Америка
10. Електрични оргазам - Ви
11. Шарло Акробата - Нико као ја[18][10]

## Пријем
Момчило Рајин је у рецензији за Џубокс је написао да излазак овог албума упоређује са првим албумима Бијелог дугмета, Булдожера, Групе 220 и др. Додао је да овај је овај албум био преломни тренутак на тадашњој сцени.

## Топ листе

### Недељна листа
| Листа     | Највиша позиција |
| --------- | ---------------- |
| ХР Топ 40 | 1                |

| Листа     | Највиша позиција |
| --------- | ---------------- |
| ХР Топ 40 | 3                |

| Листа     | Највиша позиција |
| --------- | ---------------- |
| ХР Топ 40 | 27               |

### Месечна листа
| Листа | Највиша позиција |
| ----- | ---------------- |
| ХДУ   | 2                |

| Листа | Највиша позиција |
| ----- | ---------------- |
| ХДУ   | 4                |

### Полугодишња листа
| Листа | Највиша позиција |
| ----- | ---------------- |
| ХДУ   | 3                |

| Листа | Највиша позиција |
| ----- | ---------------- |
| ХДУ   | 6                |

| Листа | Највиша позиција |
| ----- | ---------------- |
| ХДУ   | 16               |

| Листа | Највиша позиција |
| ----- | ---------------- |
| ХДУ   | 34               |